# Fernão Suares
Fernão Suares, také Fernando Suarez (15. století – 16. století) byl portugalský mořeplavec a objevitel. V roce 1506 byl prvním Evropanem, který se se svou posádkou vylodil na ostrově Madagaskar, který krátce před ním objevil portugalský mořeplavec Diogo Dias. Pokračoval dále na sever, kde objevil Seychelské ostrovy. Jeho cesta v průběhu staletí upadla v zapomnění. Ostrovy Seychely pro Evropu znovuobjevili a pojmenovali Francouzi.